# Tenedos nancyae
Tenedos nancyae là một loài nhện trong họ Zodariidae.
Loài này thuộc chi Tenedos. Tenedos nancyae được Candiani, Bonaldo & Antonio D miêu tả năm 2008. Brescovit.